# Khalid Muftah
Khalid Muftah (ur. 2 lipca 1992) – katarski piłkarz występujący na pozycji napastnika w drużynie Al-Wakra.

## Kariera piłkarska
Khalid Muftah jest wychowankiem klubu Al-Wakra. W pierwszej drużynie grał od roku 2008. Po dwóch latach odszedł do zespołu Lekhwiya, który także bierze udział w rozgrywkach Qatar Stars League.
Khalid Muftah w 2010 zadebiutował w reprezentacji Kataru. W 2011 został powołany do kadry na Puchar Azji rozgrywany właśnie w Katarze. Jego drużyna wyszła z grupy, zajmując 2. miejsce, jednak odpadła w ćwierćfinale z późniejszym mistrzem – Japonią.